# トノト
トノトは、アイヌの伝統的な酒である。

## 概要
アイヌ文化における祭事・カムイノミ、イチャルパなどで、トノトは神への供物として重要な役割を果たす。ピヤパ（稗）を原料にして醸造するのが本式だが、ムンチロ（粟）など他の穀物が使用される場合もある。

## 名前の由来
トノトというアイヌ語を直訳すれば、tono（殿）to（乳）となる。トノは日本語からの移入語であり、文字通りの松前藩などの殿様を始め、蝦夷地における有力な和人などを意味した。トノトとはそれらの人物より下賜された、乳のように白濁した飲み物、といった意味であると推測される。

## 醸造手順
静内地方における醸造手順を以下に記す。
1. サケカㇻシントコ（醸造用の行器）を清める。
2. 鍋に水を張り、稗を煮たたて粥に炊く。硬さは、上に僅かに重湯が浮く程度にする。
3. 炊けた粥を広げて、人肌程度に冷ます。
4. 稗と同量のカムタチ（麹）をほぐす。
5. サケカㇻシントコの中で粥と麹を合わせて練る。
6. 炉から熾き火を2かけら取り出し、アペフチ（火の女神）への祈りの言葉を述べつつサケカㇻシントコの中に入れる。これは、醸造の成功のため神の加護を願う儀礼である。
7. サケカラシントコにござを巻きつけ、上部を縛る。
8. 1週間から10日放置し、その後は時折攪拌する。
9. 祭事の前日にござを解き、燠を取り出して炉に返す。
このとき再びアペフチカムイに祈りをささげる。
10. 別の容器（シントコ）を用意して上にざる（イチャリ）を乗せ、ここにもろみを入れて漉す。